# Heraclides d'Efes
Heraclides d'Efes (llatí: Heracleides, en grec antic: Ἡρακλείδης) fou un escultor grec natural d'Efes. Podria ser fill d'Agàsies, el famós escultor, tot i que no es pot assegurar. El seu nom consta com a restaurador de l'estàtua d'Ares, actualment al Museu Reial de París.